# Desa Ranjeng (administrativ by i Indonesien, Jawa Barat, lat -6,84, long 108,05)
Desa Ranjeng är en administrativ by i Indonesien.   Den ligger i provinsen Jawa Barat, i den västra delen av landet, 150 km sydost om huvudstaden Jakarta.